# Nordstädter Windmühle

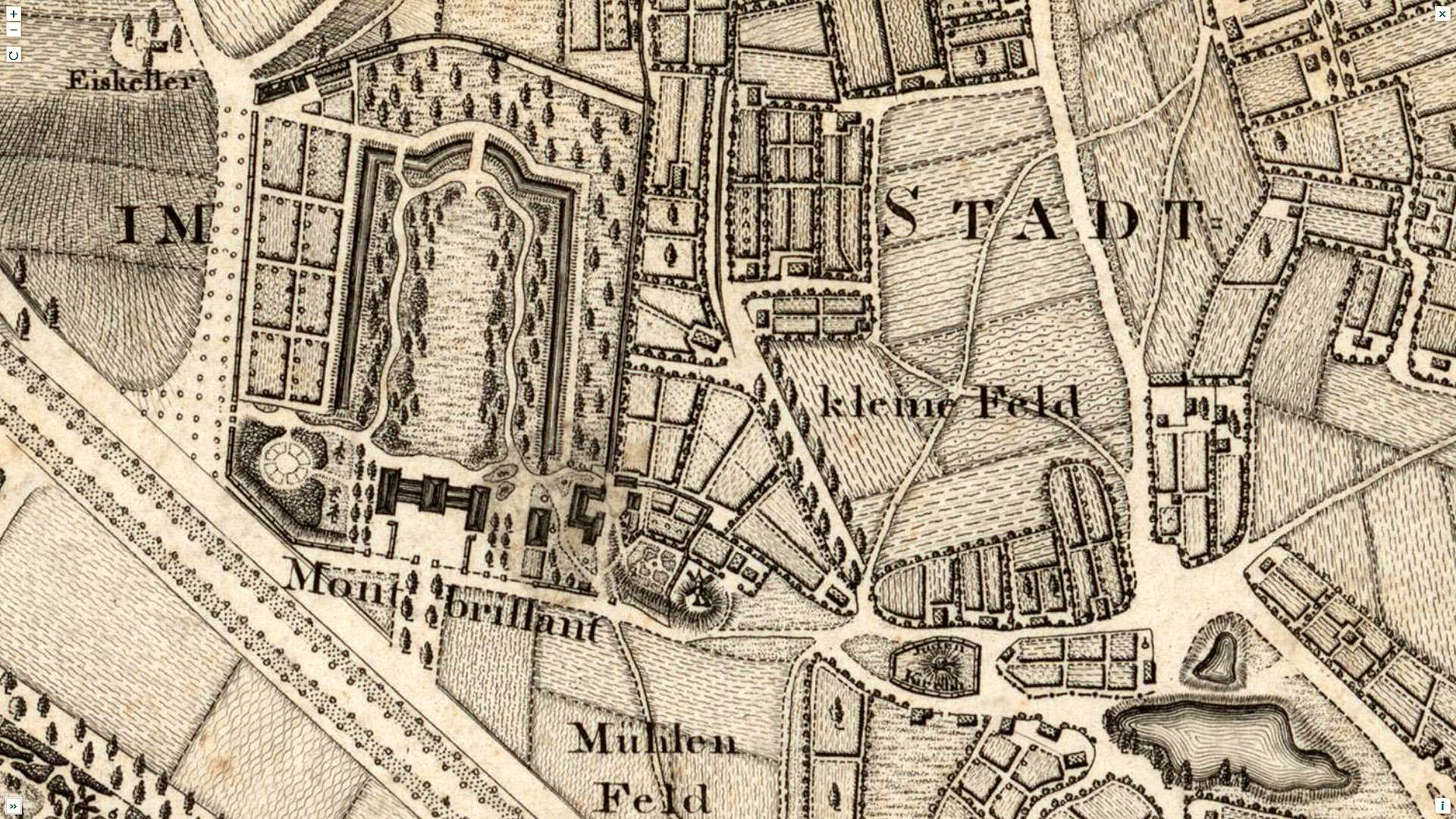
Um 1807: Die Windmühle auf der Sanddüne Puttenser Berge nördlich vom Mühlenfeld bei Schloss Monbrillant;
Karte Hannover und Umgebung von Inspektor Pentz und dem Ingenieur-Geograph Lieutenant Ludwig Bennefeld; Kupferstich von Franz in Berlin

Die Nordstädter Windmühle in Hannover war eine zur Zeit des Herzogtums Braunschweig-Lüneburg im 17. Jahrhundert in der späteren Nordstadt erbaute Windmühle. Die Loh- und Mahlmühle war auf einer anfangs vom Alten Jüdischen Friedhof an der Oberstraße und bis zum Schloss Monbrillant reichenden Sanddüne errichtet worden und wechselte im Lauf ihrer Geschichte ihren Standort erst an den Engelbosteler Damm, dann an die Straße An der Strangriede.

## Archivalien
Archivalien von und über die Nordstädter Windmühle finden sich beispielsweise
- als Rötelzeichnung des Malers Christian Schaper Die Windmühle am Engelbosteler Damm vor der Silhouette der Stadt Hannover aus der Zeit vor Juni 1866 im Bestand des Historischen Museums Hannover (HMH);[2]
- als Fotografie aus der Zeit nach dem Juni 1866 mit Blick auf die Windmühle hinter dem Leichenhaus des Neuen St.-Nikolai-Friedhofs, im Bestand des HMH[2]
- verschiedene Dokumente im Niedersächsischen Landesarchiv (Standort Hannover)[2]